# Hans van Hemert
Pour les articles homonymes, voir van Hemert.
Hans van Hemert est un auteur-compositeur et producteur de musique néerlandais, né le 7 avril 1945 à Voorburg (Pays-Bas) et mort le 7 octobre 2024.
De la fin des années 1960 jusqu'au début des années 1980, il connaît un grand succès commercial (notamment grâce aux groupes Luv' et Mouth & Mcneal).
Il compose également trois titres pour le Concours Eurovision de la chanson.

## Ses débuts
Hans van Hemert commence sa carrière en 1965 lorsqu'il entre chez Phonogram (un label de la multinationale Philips, intégré plus tard dans la maison de disques PolyGram qui devint en 1998 Universal Music). Il quitte ce label en 1979.
Il produit et compose de nombreuses chansons pour des artistes très célèbres aux Pays-Bas (mais aussi à l'étranger pour certains) tels que: Q65, The Motions, Ro-d-ys, Zen, Group 1850, Big Wheel, Somerset, Ramses Shaffy & Liesbeth List, Sandra & Andres, American Gypsy, Vulcano et Hervé Vilard.
Il est le fils du réalisateur Willy van Hemert. Il est le frère de l'actrice Ellen van Hemert et du réalisateur Ruud van Hemert.

## Mouth & Mcneal
Parmi les groupes dont Van Hemert s'occupe : Mouth & Mcneal. Ce duo enchaîne les succès dans les charts mondiaux entre 1971 et 1974 parmi lesquels :
- Hey You Love (un single classé dans le Top 5 aux Pays-Bas en 1971) ;
- How Do You Do (ce simple, 1er au hit parade hollandais en 1971 et classé au Top 5 en Allemagne est n° 8 au Billboard Hot 100 Charts aux États-Unis en 1972) ;
- Hello-a (n°1 en Hollande et en Allemagne en 1972) ;
- Ik Zie Een Ster/I See A Star (inscrit au Top 10 hit néerlandais et anglais, cette chanson représenta les Pays-Bas au concours de l'Eurovision en 1974 (l'annèe où ABBA le remporte) et termine troisième.

## Trinity
Entre 1975 et 1978, Han van Hemert produit le groupe disco Trinity. Ce trio belge, constitué de Fred «  Bekky » Beekmans, Bob « Bobott » Baelemans et Sofie Verbruggen était très populaire en Belgique et aux Pays-Bas :
- Play The Game (premier single classé n° 27 en Belgique en 1975) ;
- 002.345.709 (That's My Number) (n° 4 au hit parade hollandais et n° 2 en Belgique en 1976) ;
- First Of June (n° 24 en Belgique en 1976) ;
- Drop, Drop, Drop (Let The Rain Fall Down) (n° 15 en Belgique en 1977). Second dans la présélection EUROSONG 77.

## Luv'
En 1977, il crée avec Piet Souer et le manager Han Meijer le trio féminin Luv'. Ce girl group de pop/disco enchaîne jusqu'en 1981 les disques à succès (You're The Greatest Lover, Trojan Horse, Casanova, Ooh, Yes I Do...) au Benelux, dans les pays germaniques, au Danemark, en Pologne, en Afrique du Sud, au Mexique et dans une moindre mesure en France et en Espagne. Cette formation est en 1979 le meilleur exportateur de disques néerlandais à l'étranger et a vendu sept millions de disques.

## Les huit singlesnuméro Undans les charts aux Pays-Bas
Huit des compositions/productions de Hans van Hemert atteignent la première place du Top 40 néerlandais (certains de ses titres connaissent également une renommée internationale):
- Hair de Zen (1968)
- Mijn Gebed de DC Lewis (1970)
- How Do You Do et Hello-a de Mouth & MacNeal (1972)
- The Elephant Song de Kamahl (1975)
- You're The Greatest Lover et Trojan Horse de Luv' (1978)
- Shine Up de Doris D & The Pins (1981)

## Eurovision
En plus de Mouth & MacNeal, Hans van Hemert compose deux autres titres pour le concours Eurovision de la chanson : Als het om liefde gaat par Sandra & Andres ( 4e au concours en 1972) et The Party's Over par Sandra Reemer (9e en 1976).

## Récompenses
Parmi ses récompenses les plus prestigieuses :
- deux prix Export Conamus (remis aux artistes et producteurs néerlandais qui ont connu un succès à l'étranger), l'un en 1972 (avec sa collaboration avec Mouth & MacNeal) et l'autre en 1979 (grâce à la réussite de Luv').
- une Harpe d'Or (Gouden Harp) en 1974 pour ses talents de producteur.
- un trophée Ascap (une organisation d'éditeurs de musique et d'auteurs-compositeurs américains) pour la chanson How Do You Do de Mouth & Mac Neal.
- Quarante disques d'or et de platine grâce à la réussite de ses productions musicales.

## Des années 1980 à aujourd'hui
En 1988, Van Hemert compose Wij Houden van Oranje, l'hymne de l'Équipe des Pays-Bas de football pour l'Euro'88. Cette chanson atteint la troisième place du Top 40 néerlandais et reste à l'heure actuelle très appréciée des supporteurs de l'Equipe Orange.
Au début des années 2000, il crée une structure de production musicale indépendante (Hans Van Hemert Productions) qui gère son back catalogue.
Pour ses soixante ans (qui coïncide avec ses quarante années de carrière dans la musique), une grande soirée en présence de personnalités néerlandaises est organisée aux studios Wisseloord. Pendant cette fête, Luv' crée la surprise en chantant spécialement pour lui. Au printemps 2006, son équipe de production réalise un remix de Trojan Horse de Luv' que l'on peut trouver sur le coffret de quatre CD Completely In Luv' (sorti chez Universal Music).
Deux ans plus tard, il compose et produit une chanson téléchargeable sur internet, intitulée De allerliefste mama en papa
(les plus gentils maman et papa), pour la Fête des Mères et des Pères enregistrée par sa fille Hannah et sa petite fille Britt.
Ces dernières années, certains de ses succès ont été repris par des artistes contemporains de la scène dance et techno: 
- How Do You Do de « Mouth & MacNeal » a été samplé par "Party Animals"[6] en 2006 et Scooter pour son hit Jumpstyle européen de 2007 "The Question Is What Is The Question?"[7].
- You're the Greatest Lover, le plus grand succès de Luv' a été repris (entre autres) par:
  - Loona avec une version espagnole rebaptisée Latino Lover[8] qui atteint le Top 10 des pays germanophones en 2000.
  - Massiv in Mensch avec une version industrielle inattendue en 2004.
  - Swoop dont la reprise Dance a atteint la 25e place des charts « Ultratop » flamands[9] en 2005.
- Trojan Horse (autre standard de Luv') a été samplé par le groupe de Jumpstyle Sheffield Jumpers pour leur single "Jump With Me" (un modeste tube dans les charts allemands en 2008.